# Reprezentacja Hiszpanii U-20 w piłce nożnej kobiet
Reprezentacja Hiszpanii U-20 w piłce nożnej kobiet – kobieca piłkarska reprezentacja Hiszpanii do lat 20. Największym sukcesem reprezentacji jest zdobycie złota na mistrzostwach świata w 2022.

## Udział w turniejach międzynarodowych

### Mistrzostwa Świata
| Rok   | Runda                   | M                       | W                       | R                       | P                       | GZ                      | GS                      |
| ----- | ----------------------- | ----------------------- | ----------------------- | ----------------------- | ----------------------- | ----------------------- | ----------------------- |
| 2002  | Nie zakwalifikowała się | Nie zakwalifikowała się | Nie zakwalifikowała się | Nie zakwalifikowała się | Nie zakwalifikowała się | Nie zakwalifikowała się | Nie zakwalifikowała się |
| 2004  | Faza grupowa            | 3                       | 1                       | 0                       | 2                       | 3                       | 6                       |
| 2006  | Nie zakwalifikowała się | Nie zakwalifikowała się | Nie zakwalifikowała się | Nie zakwalifikowała się | Nie zakwalifikowała się | Nie zakwalifikowała się | Nie zakwalifikowała się |
| 2008  | Nie zakwalifikowała się | Nie zakwalifikowała się | Nie zakwalifikowała się | Nie zakwalifikowała się | Nie zakwalifikowała się | Nie zakwalifikowała się | Nie zakwalifikowała się |
| 2010  | Nie zakwalifikowała się | Nie zakwalifikowała się | Nie zakwalifikowała się | Nie zakwalifikowała się | Nie zakwalifikowała się | Nie zakwalifikowała się | Nie zakwalifikowała się |
| 2012  | Nie zakwalifikowała się | Nie zakwalifikowała się | Nie zakwalifikowała się | Nie zakwalifikowała się | Nie zakwalifikowała się | Nie zakwalifikowała się | Nie zakwalifikowała się |
| 2014  | Nie zakwalifikowała się | Nie zakwalifikowała się | Nie zakwalifikowała się | Nie zakwalifikowała się | Nie zakwalifikowała się | Nie zakwalifikowała się | Nie zakwalifikowała się |
| 2016  | Ćwierćfinał             | 4                       | 2                       | 0                       | 2                       | 9                       | 5                       |
| 2018  | II miejsce              | 6                       | 4                       | 1                       | 1                       | 11                      | 7                       |
| 2022  | I miejsce               | 6                       | 5                       | 1                       | 0                       | 14                      | 2                       |
| 2024  | Awans                   | Awans                   | Awans                   | Awans                   | Awans                   | Awans                   | Awans                   |
| 2026  | Do ustalenia            | Do ustalenia            | Do ustalenia            | Do ustalenia            | Do ustalenia            | Do ustalenia            | Do ustalenia            |
| Razem | 4/12                    | 19                      | 12                      | 2                       | 5                       | 37                      | 20                      |

## Aktualny skład
Aktualny skład drużyny można przeglądać na stronie soccerdonna.de.